# Економіка Гвінеї
Гвінея — аграрна країна з відносно розвиненою гірничодобувною промисловістю. Основні галузі промисловості: гірнича (боксити, алмази, золото, алюміній), легка мануфактура, переробка сільськогосподарських продуктів. Частка в ВВП (1998, %): сільське господарство — 24, промисловість — 24 (в тому числі гірничодобувна — 19). Тр-т: автомобільний, морський, частково — залізничний. Довжина залізниць 962 км (2000), автошляхів 38,3 тис. км (2000). Гол. порти: Боке (місто), Конакрі, Камсар.
Структура ВВП Гвінеї в 1990-х роках (в млн гвінейських франків):
| Галузь господарства        | 1994    | 1995    | 1996    | 1997    | 1998    |
| ВВП у виробничих цінах     | 3 242.5 | 3 380.4 | 3 541.6 | 3 691.4 | 3 863.0 |
| Сільське господарство      | 471.7   | 488.7   | 512.1   | 538.2   | 565.2   |
| Тваринництво               | 108.1   | 113.9   | 120.0   | 126.6   | 133.8   |
| Рибальство                 | 34.5    | 32.8    | 33.6    | 37.0    | 41.1    |
| Лісоводство                | 76.2    | 78.5    | 80.5    | 82.5    | 84.7    |
| Добувна промисловість      | 490.5   | 527.2   | 588.9   | 608.4   | 630.3   |
| Виробництво                | 132.8   | 136.6   | 140.0   | 146.3   | 153.9   |
| Енергетика                 | 17.4    | 18.0    | 18.1    | 19.2    | 20.8    |
| Будівництво                | 274.9   | 288.9   | 309.1   | 328.3   | 350.6   |
| Торгівля                   | 954.8   | 989.2   | 1 013.9 | 1 065.6 | 1 116.8 |
| Транспорт                  | 198.6   | 204.8   | 216.2   | 226.6   | 243.6   |
| Адміністративне управління | 186.7   | 197.8   | 187.7   | 175.9   | 166.1   |
| Інші галузі                | 296.5   | 304.2   | 321.5   | 336.9   | 356.1   |
| Податки                    | 111.6   | 121.6   | 121.6   | 149.1   | 149.6   |
| ВВП в ринкових цінах       | 3 354.1 | 3 502.1 | 3 663.2 | 3 840.5 | 4 012.5 |

За даними [Index of Economic Freedom, The Heritage Foundation, U.S.A., 2001]: ВВП — $ 4,2 млрд. Темп зростання ВВП — 4,5%. ВВП на душу населення — $594. Прямі закордонні інвестиції — $ 32 млн. Імпорт (нафтопродукти, вугілля, буд. матеріали, металопрокат, машини і верстати, текстиль, зерно та інш. продовольчі товари) — $ 0,938 млрд (г.ч. Франція — 22,4%; Кот'Д-Вуар — 11,8%; США — 11,2%). Експорт (боксити, оксиди алюмінію, алмази, золото, кава, риба) — $ 0,912 млрд (г.ч. Росія — 16,7%; США — 12,3%; Україна — 10,2%).
Гвінея багата природними ресурсами. У країні є запаси корисних копалин, великі площі родючих земель, ріки володіють великим гідроенергетичним потенціалом. Близько 80% населення Гвінеї зайнято в сільському господарстві. Головні культури — рис, маніок і кукурудза, вони ж складають основу харчового раціону гвінейців. Країна не забезпечує себе продовольством і вимушена імпортувати рис, цукор і молочні продукти. Головні експортні сільськогосподарські культури: кава, банани, ананаси, пальмова олія. Тваринництво. Рибальство.
Протягом 15 років після проголошення незалежності уряд поступово ліквідував приватну торгівлю. Функціонували тільки державні торгові організації, а селяни були зобов'язані реалізовувати свою продукцію через мережу державних магазинів. Після безладдя, що прокотилося по країні в 1979, уряд був вимушений скасувати заборону на приватну торгівлю. Великі промислові підприємства, особливо працюючі на експорт, залишилися у власності держави.
Промисловий сектор економіки став розвиватися тільки після завоювання незалежності. На початку 1980-х років промисловий сектор давав лише 5% ВВП. У 1995 в промисловості було зайнято 0,6% працездатного населення. На великому заводі у Фріа виплавляється алюміній на експорт, бокситову сировину для якого поставляють родовища Західно-Африканської бокситоносної провінції. Інші галузі промисловості представлені підприємствами харчової, текстильної, цементної промисловості, а також будівельних матеріалів. Є підприємства по переробці сільськогосподарської продукції; лісопильні, текстильні, велосипедно-збірні. Частка промисловості у ВВП постійно зростає. Виробництво електроенергії 843 млн кВт·год (2001).